# Dike (Iowa)
Dike es una ciudad situada en el condado de Grundy, en el estado de Iowa, Estados Unidos. Según el censo de 2010 tenía una población de 1.209 habitantes.

## Geografía
Según la Oficina del Censo de los Estados Unidos, la localidad tiene un área total de 3,61 km², la totalidad de los cuales 3,61 km² corresponden a tierra firme.

## Demografía
Según el censo de 2010, había 1209 personas residiendo en la localidad. La densidad de población era de 334,9 hab./km². Había 497 viviendas con una densidad media de 137,67 viviendas/km². El 98,84% de los habitantes eran blancos, el 0,25% afroamericanos, el 0,25% asiáticos, el 0,08% de otras razas, y el 0,58% pertenecía a dos o más razas. El 1,24% de la población eran hispanos o latinos de cualquier raza.